# Christos Kutsuridis
Christos Kutsuridis (gr. Χρήστος Κουτσουρίδης; ur. 8 stycznia 1996) – grecki zapaśnik walczący w stylu klasycznym. Zajął czternaste miejsce na mistrzostwach Europy w 2023. Brązowy medalista mistrzostw śródziemnomorskich w 2016 roku.